# Prudy (stacja kolejowa)
Prudy (biał. Пруды, ros. Пруды) – stacja kolejowa w miejscowości Prudy, w rejonie mołodeczańskim, w obwodzie mińskim, na Białorusi. Leży na linii Mińsk - Wilno.
Powstała w XIX w. na trasie Kolei Lipawsko-Romieńskiej pomiędzy stacją Zalesie a stacją Mołodeczno. Do dziś na stacji zachował się polski reper.